# Чезана Торинезе
Чезана Торинезе (итал. Cesana Torinese) је насеље у Италији у округу Торино, региону Пијемонт.
Према процени из 2011. у насељу је живело 617 становника. Насеље се налази на надморској висини од 1347 м.

## Становништво
Према резултатима пописа становништва 2011. у општини је живело 1.007 становника.
| 1936. | 1951. | 1961. | 1971. | 1981. | 1991. | 2001. | 2011. |
| ----- | ----- | ----- | ----- | ----- | ----- | ----- | ----- |
| 1.479 | 1.196 | 918   | 913   | 909   | 937   | 956   | 1.007 |